# Генекс (кула)
Западната порта на Белград или Кула „Генекс“ е 35-етажна сграда в Белград, община Нови Белград, непосредствено до магистралата за Войводина.
Високата сграда е построена през 1980 година по проект на архитекта Михайло Митрович в „бруталистки стил” (този стил в модерната архитектура е от периода 1954-1970 година. Този стил е добил името си от френските думи „beton brut“, което буквално означава груб бетон).
Генекс включва 2 бетони кули, свързани помежду си с мостова конструкция на 26-ия етаж. Височината на конструкцията е 115 метра, което я прави втората по височина сграда в сръбската столица. На върха на едната кула има въртящ се ресторант. По-ниската кула от конструкцията е заета от офисите на компанията „Генекс Груп“, а по-високата представлява жилищни апартаменти.
Името Западна порта на Белград е дадено на кулата заради местоположението ѝ, тъй като тя е първото нещо, което виждат гостите на сръбската столица, идвайки от белградското летище.